# 努尼·奧莫特
阿努瓦·奧莫特（英語：Anunwa Omot，1994年10月3日—），綽號為努尼（Nuni），南蘇丹男子籃球運動員。
1990年代初為了遠離戰火，奧莫特的父母帶著奧莫特的哥哥花費兩周的時間從索馬利亞甘貝拉步行440英里抵達肯亞邊境摩亞雷，在邊境他們被警察逮捕，待在獄中一周後在聯合國官員的協助下前往位於肯亞達達阿布的伊福（Ifo）難民營，1994年奧莫特出生在肯亞奈洛比的難民營。1996年3月奧莫特、哥哥與母親在路德會移民和難民服務以及父親在美國南達科他州的親戚幫助下獲得美國簽證。他們三人在南達科他州生活一年後搬到明尼阿波利斯-聖保羅都會區，最終定居在Mahtomedi。就讀Mahtomedi High School最後一年奧莫特場均可繳出18分與6籃板，大學最初進入協和大學聖保羅分校就讀，第一年因為學業問題成為了紅杉軍，第二年菜鳥球季奧莫特的場均表現為12.4分、5.5籃板，大三轉學到印第安山社区学院，場均可挹注12.2分、5.4籃板，大四奧莫特來到貝勒大學，而秋季學期由於學業問題無法上場。
2023年7月30日，T1聯盟臺中太陽宣布簽下奧莫特。9月15日，T1聯盟取消臺中太陽2023-24賽季參賽資格。10月16日，臺中太陽宣布解散。10月29日，法國籃球甲級聯賽羅阿訥合唱團宣布簽下奧莫特。
2024年1月17日，羅阿訥合唱團宣布與奧莫特解除合約。2月19日，中国男子篮球职业联赛宁波富邦宣布與奧莫特完成簽約。奧莫特共代表宁波富邦出賽11場，場均可得25.1分、5.9籃板、1.7助攻。4月9日，以色列籃球超級聯賽伊羅尼拉馬特甘馬卡比宣布簽下奧莫特。7月奧莫特代表南蘇丹參加2024年巴黎奧運男子籃球比賽。10月奧莫特加入北京首钢。

## 外部連結
- 努尼·奧莫特的Instagram帳戶
- 努尼·奧莫特的X（前Twitter）
- 努尼·奧莫特在fiba.basketball（英语）
- 努尼·奧莫特在NBA（英语）
- 努尼·奧莫特在NBA G聯盟（英语）
- 努尼·奧莫特在土耳其籃球超級聯賽（英语）
- 努尼·奧莫特在德國籃球甲級聯賽（德语）
- 努尼·奧莫特在亞得里亞海聯賽（英语）
- 努尼·奧莫特在中国男子篮球职业联赛
- 努尼·奧莫特在Basketball-Reference.com（NBA）（英语）
- 努尼·奧莫特在Basketball-Reference.com（NBA G聯盟）（英语）
- 努尼·奧莫特在Basketball-Reference.com（國際）（英语）
- 努尼·奧莫特在Sports-Reference.com（NCAA）（英语）
- 努尼·奧莫特在Eurobasket.com（球員）（英语）
- 努尼·奧莫特在Proballers（英语）
- 努尼·奧莫特在RealGM（英语）
- 努尼·奧莫特在中国篮球数据库
- 努尼·奧莫特在Flashscore（英语）